# Gerarctia
Gerarctia là một chi bướm đêm thuộc họ Noctuidae.

## Các loài
- Gerarctia poliotis Hampson, 1905